# Колуна, Мариу
Ма́риу Эште́виш Колу́на (порт. Mário Esteves Coluna [ˈmaɾiu kuˈlunɐ]; 6 августа 1935, острова Инхака — 25 февраля 2014, Мапуту) — мозамбикский и португальский футболист, полузащитник, тренер (дважды возглавлял сборную Мозамбика), министр спорта Мозамбика (1994—1999), с 1975 — работал в федерации футбола Мозамбика, с 1999 был президентом федерации. В чемпионатах Португалии и Франции сыграл 383 матча (забил 91 мяч). Кавалер португальской золотой медали за спортивные заслуги, серебряной медали ордена Инфанта дона Энрике (1966), мозамбикской медали Нахингвеа.

## Карьера
Мариу Колуна родился в семье португальца Бейры Байша и мозамбикской матери Люсии на острове Иньяка. Позже семья переехала в Лоренсу-Маркиш в район Алту-Маэ. Мариу с детства был всесторонне развитым спортсменом: занимался боксом, бегом, баскетболом и прыжками в длину, а в возрасте 17 лет Колуна стал чемпионом Мозамбика по многоборью и установил мозамбиский рекорд по прыжкам в высоту — 1,825 м. Одновременно он играл в футбол, сначала за молодёжную команду «Магуде». Затем Мариу перешёл в «Дешпортиву», где в 1950 году дебютировал в основном составе. Любопытно, что с Колуна 1951 по 1952 год выступал в двух командах двух разных лиг Мозамбика: «Дешпортиву» входил в Футбольную ассоциацию Лоренсу-Маркиша, а «Жуан Албазини», состоявший только из чернокожих, — в Африканскую футбольную ассоциацию.
Выступления Колуны за «Дешпортиву» заметили несколько ведущих португальских клубов, включая «Порту» и «Спортинг». А в 1954 году он перешёл в состав «Бенфики». Он дебютировал в составе клуба в матче с «Порту» 5 сентября. Чуть позже он забил свои первые два гола, поразив ворота в матче с «Виторией» в первом официальном матче за клуб. В первом же сезоне клуб сделал победный «дубль», выиграв чемпионат и Кубок Португалии. А через год повторил этот успех. В сезоне 1960/1961 клуб смог выиграть Кубок европейских чемпионов, став первым клубом в истории, который выиграл этот трофей после мадридского «Реала». Сам Колуна забил в розыгрыше 3 мяча, включая решающий мяч, принёсший команде победу в финале с «Барселоной». Этот же успех «Бенфика» отпраздновала годом спустя, на этот раз победив «Реал» в финале, в котором Мариу вновь забил решающий мяч. Через год клуб в третий раз подряд вышел в финал, но по ходу игры Колуна получил травму и ушёл с поля, а из-за действовавшего тогда правила, запрещающего замены, «Бенфика» была вынуждена завершить матч вдесятером и проиграла 1:2. Колуна выступал за этот клуб до 1970 года, проведя 677 матчей и забив 150 голов. Он выиграл с командой 10 чемпионатов Португалии, 6 Кубков Португалии и два Кубка европейских чемпионов.
Уйдя из «Бенфики», Колуна уехал во Францию в клуб «Лион», где он выступал один сезон. Последней командой в игровой карьеру Мариу стал клуб «Эштрела» из Порталегри, где он выполнял роль играющего тренера. Этот период был неудачен для Колуны: клуб выбыл из третьего дивизиона в четвёртый. После этого он уехал в родной Мозамбик. Там он работал тренером, в частности тренировал национальную сборную. Был министром спорта и президентом федерации футбола Мозамбика. В 2002 году в дистрикте Намааача была открыта Академия Мариу Колуны.
Умер в возрасте 78 лет от лёгочного заболевания, похоронен на кладбище Льянгене в Мапуту

## Достижения

### В качестве игрока

#### Командные
- Чемпион Мозамбика: 1952
- Чемпион Португалии (10): 1954/1955, 1956/1957, 1959/1960, 1960/1961, 1962/1963, 1963/1964, 1964/1965, 1966/1967, 1967/1968, 1968/1969
- Обладатель Кубка Португалии (6): 1954/1955, 1956/1957, 1958/1959, 1961/1962, 1963/1964, 1969/1970
- Обладатель Кубка европейских чемпионов: 1960/1961, 1961/1962
- Бронзовый призёр Латинского кубка: 1956

#### Личные
- Лучший футболист Португалии 1964 года

#### В качестве тренера
- Чемпион Мозамбика: 1976, 1982
- Обладатель Кубка Мозамбика: 1984

## Статистика выступлений
| Сезон     | Клуб                 | Лига        | Чемпионат | Чемпионат | Кубок | Кубок | Междун. | Междун. | Всего | Всего |
| Сезон     | Клуб                 | Лига        | Игры      | Голы      | Игры  | Голы  | Игры    | Голы    | Игры  | Голы  |
| --------- | -------------------- | ----------- | --------- | --------- | ----- | ----- | ------- | ------- | ----- | ----- |
| 1954/1955 | Бенфика              | Высшая Лига | 26        | 14        |       |       |         |         | 32    | 17    |
| 1955/1956 | Бенфика              | Высшая Лига | 26        | 11        |       |       |         |         | 29    | 12    |
| 1956/1957 | Бенфика              | Высшая Лига | 20        | 5         |       |       |         |         | 29    | 7     |
| 1957/1958 | Бенфика              | Высшая Лига | 24        | 6         |       |       |         |         | 35    | 9     |
| 1958/1959 | Бенфика              | Высшая Лига | 25        | 8         |       |       |         |         | 34    | 13    |
| 1959/1960 | Бенфика              | Высшая Лига | 23        | 10        |       |       |         |         | 33    | 16    |
| 1960/1961 | Бенфика              | Высшая Лига | 24        | 4         |       |       |         |         | 35    | 8     |
| 1961/1962 | Бенфика              | Высшая Лига | 24        | 6         |       |       |         |         | 40    | 9     |
| 1962/1963 | Бенфика              | Высшая Лига | 26        | 2         |       |       |         |         | 40    | 5     |
| 1963/1964 | Бенфика              | Высшая Лига | 23        | 2         |       |       |         |         | 33    | 5     |
| 1964/1965 | Бенфика              | Высшая Лига | 23        | 8         |       |       |         |         | 42    | 12    |
| 1965/1966 | Бенфика              | Высшая Лига | 22        | 3         |       |       |         |         | 31    | 4     |
| 1966/1967 | Бенфика              | Высшая Лига | 19        | 2         |       |       |         |         | 23    | 2     |
| 1967/1968 | Бенфика              | Высшая Лига | 20        | 3         |       |       |         |         | 33    | 3     |
| 1968/1969 | Бенфика              | Высшая Лига | 24        | 3         |       |       |         |         | 35    | 4     |
| 1969/1970 | Бенфика              | Высшая Лига | 15        | 1         |       |       |         |         | 19    | 1     |
| 1970/1971 | Лион                 | Дивизион 1  | 19        | 2         |       |       |         |         | —     | —     |
| 1971/1972 | Эштрела (Порталегри) | Третья Лига |           |           |       |       |         |         | —     | —     |